# Осове (заказник)
Осове́ — ландшафтний заказник місцевого значення в Україні. Розташований у межах Миргородського району, Полтавської області, між селами Осове та Носенки.

## Характеристика
Площа 65 га. Заказник створено відповідно до рішення обласної ради від 27.10.1994 року. Перебуває у віданні: ДП «Миргородський лісгосп», Слобідська с/р. 
Територія заказника — з типовим лісостеповим ландшафтом. Місце зростання коручки морозникоподібної, ранника весняного. Заказник розташовується на високому правому березі ставу на малій річці, що впадає у Хорол.
У заказнику переважають грабово-дубові ліси віком 80-90 років. Тут також зростають клен гостролистий, липа звичайна, клен польовий, клен татарський. 
У трав'яному покриві переважають рослини, характерні для широколистяних лісів: зірочник лісовий, яглиця звичайна, копитняк європейський, купина багатоквіткова, тонконіг дібровний. Навесні квітують проліска сибірська, анемона жовтецева, пшінка весняна. Трапляються рідкісні рослини — медунка м'яка та омфалодес завитий. На узліссях зростає вишня степова. 
В заболочених понижених ділянках зростають вологолюбні та світлолюбні рослини — дягель лікарський, ранник тіньовий, зніт шорсткий. По берегах ставу трапляються очеретянка звичайна, рогіз широколистий та вузьколистий, півники болотяні. 
Біля водойми на схилі південно-східної експозиції зростає лучно-степова рослинність, де домінують тонконіг вузьколистий та шавлія лучна. Також зростають лисохвіст лучний, китятки чубаті, королиця звичайна, свербіжниця польова. Трапляються степові рослини: залізняк бульбистий, шавлія кільчаста, різак звичайний, суниці зелені, чебрець Маршалла та рослини узлісь: буквиця лікарська, вероніка дібровна, вероніка широколиста.